# A Double Life
A Double Life is een Amerikaanse dramafilm uit 1947 onder regie van George Cukor. De film werd destijds in Nederland uitgebracht onder de titel Een dubbel leven.

## Verhaal
De acteur Anthony John kan moeilijk de realiteit nog van zijn acteerprestaties kan onderscheiden. Als hij een komedie speelt, is hij vrolijk. Bij een drama is hij niet meer te genieten. Daarom heeft zijn vrouw hem verlaten. Als Anthony de rol van Othello speelt, gaat hij trekken vertonen van zijn jaloers en moordlustig personage.

## Rolverdeling
| Acteur            | Personage      |
| ----------------- | -------------- |
| Ronald Colman     | Anthony John   |
| Signe Hasso       | Brita          |
| Edmond O'Brien    | Bill Friend    |
| Shelley Winters   | Pat Kroll      |
| Ray Collins       | Victor Donlan  |
| Philip Loeb       | Max Lasker     |
| Millard Mitchell  | Al Cooley      |
| Joe Sawyer        | Ray Bonner     |
| Charles La Torre  | Stellini       |
| Whit Bissell      | Dr. Stauffer   |
| John Drew Colt    | Regisseur      |
| Peter M. Thompson | Regieassistent |
| Elizabeth Dunne   | Gladys         |
| Alan Edmiston     | Rex            |
| Art Smith         | Pruikenmaker   |